# Галкин, Виктор Константинович
Виктор Константинович Галкин (Пустой шаблон {{ВД-Преамбула}} ) — советский хоккеист, нападающий, тренер.

## Биография
Выступал за команды «Молот» Пермь (1959/60 — 1960/61, 1962/63 — 1963/64) и «Прогресс» Глазов (1961/62, 1964/65, 1967/68). Провёл три сезона в классе «А» (1959/60 — 1960/61, 1962/63).
Старший тренер «Прогресса» (1968/69).